# Антопіль (Білорусь)
Анто́піль (Анто́поль, біл. Антопаль) — селище міського типу в Дорогичинському районі Берестейської області Білорусі, поліське містечко. Населення становить 1687 осіб (2009).

## Географія
Розташоване на шляху Берестя — Дорогичин, за 27 км на захід від останнього, за 2 км від залізничної станції Антіполь на лінії Берестя — Лунинець на автодорозі Кобринь — Дорогичин.

### Клімат
Клімат у населеному пункті вологий континентальний («Dfb» за класифікацією кліматів Кеппена). Опадів 590 мм на рік. Найменша кількість опадів спостерігається в лютому й сягає у середньому 29 мм. Найбільша кількість опадів випадає в липні — близько 78 мм. Різниця в опадах між сухими та вологими місяцями становить 49 мм. Пересічна температура січня — -5,2 °C, липня — 18,1 °C. Річна амплітуда температур становить 23,3 °C.
| Клімат                            | Клімат | Клімат | Клімат | Клімат | Клімат | Клімат | Клімат | Клімат | Клімат | Клімат | Клімат | Клімат | Клімат |
| Показник                          | Січ.   | Лют.   | Бер.   | Квіт.  | Трав.  | Черв.  | Лип.   | Серп.  | Вер.   | Жовт.  | Лист.  | Груд.  | Рік    |
| Середній максимум, °C             | −2,2   | −0,8   | 4,1    | 12,6   | 19,1   | 22,4   | 23,6   | 23,0   | 18,1   | 11,9   | 4,9    | 0,0    | 11,4   |
| Середня температура, °C           | −5,2   | −4     | 0,4    | 7,7    | 13,5   | 16,9   | 18,1   | 17,5   | 13,1   | 7,9    | 2,4    | −2,5   | 7,2    |
| Середній мінімум, °C              | −8,1   | −7,1   | −3,3   | 2,8    | 7,9    | 11,4   | 12,7   | 12,0   | 8,2    | 4,0    | 0,0    | −4,9   | 3,0    |
| Норма опадів, мм                  | 36     | 29     | 31     | 40     | 56     | 75     | 78     | 64     | 55     | 42     | 42     | 42     | 590    |
| --------------------------------- | ------ | ------ | ------ | ------ | ------ | ------ | ------ | ------ | ------ | ------ | ------ | ------ | ------ |
| Джерело: Climate-Data.org (англ.) |        |        |        |        |        |        |        |        |        |        |        |        |        |

## Історія
Відоме з XVI століття в складі Берестейського воєводства Великого князівства Литовського. В 1731 році місто отримало привілей на три щорічні ярмарки.
З 1795 року — містечко Кобринського повіту Російської імперії.
У 1918—1919 роках входило до складу УНР.
З 1921 року в складі Польщі, з 1939 в БРСР.
У 1924—1930 роках діяла місцева філія «Просвіти». 1930 року поблизу міста виявлений грошовий скарб, який складали саманідські дирхеми, датовані X століттям.
У вересні 1939 року в містечку було 2300 євреїв від загального населення 3000. Німці окупували регіон в червні 1941 року. В ліквідаційній акції, яка почалася 15 жовтня 1942 року і тривала протягом чотирьох днів, всі євреї антопільського гетто були вбиті німцями.
На теренах Антопільщини діяло ОУН що належало до Кобринського надрайону "Лан" - провідник Арсен Клиновий («Шах»).
З 1940 року селище міського типу, у 1940–1959 роках центр Антопільского району. З 1959 року у Дорогичинському районі.

## Населення
За переписом населення Білорусі 2009 року чисельність населення смт становила 1687 осіб.

### Національність
Розподіл населення за рідною національністю за даними перепису 2009 року:
| Національність | Осіб | Відсоток |
| -------------- | ---- | -------- |
| білоруси       | 1543 | 91,46 %  |
| росіяни        | 76   | 4,51 %   |
| українці       | 34   | 2,02 %   |
| вірмени        | 25   | 1,48 %   |
| поляки         | 3    | 0,18 %   |
| азербайджанці  | 2    | 0,12 %   |
| татари         | 1    | 0,06 %   |
| молдовани      | 1    | 0,06 %   |
| німці          | 1    | 0,06 %   |
| даргинці       | 1    | 0,06 %   |
| Разом          | 1687 | 100 %    |

## Люди
В Антополі народився Пєвцов Іларіон Миколайович (1879—1934) — російський радянський актор, народний артист РРФСР.

## Об'єкти туризму
- Свято-Воскресенськая церква[2] (1854);
- Історичні торгові ряди (XIX століття);
- Костьол Святого Андрія Баболі (1938).